# 4학년
《4학년》은 매주 수요일 봉수가 다음 웹툰에서 연재하는 웹툰이다.